# Solidagininae
Solidagininae es una subtribu perteneciente a la subfamilia Asteroideae dentro de las asteráceas.

## Descripción
Las especies de esta subtribu tiene un hábito de tipo herbáceo o arbustivo. Las hojas a lo largo del tallo están dispuestas alternativamente. La lámina es principalmente entera, menos a menudo con bordes dentados, la superficie puede estar salpicada con glándulas. Las inflorescencias son corimbosas o tirsoides , a veces ramificada o con cabezas  aisladas. Las brácteas del receptáculo son planas y endurecidas en la base y de consistencia herbácea en la parte apical. El receptáculo se puede estar con o sin protección de escamas en la base de las flores.  Las flores son de color amarillo o blanco a veces. Las flores del disco son hermafroditas (tienen una función masculina en Amphiachyris , Amphipappus y Petradoria ). Los frutos son aquenios con una superficie lisa y una forma cónica, con muchos nervios longitudinales y  cerdas en forma de ancla. El mechón se coloca normalmente en una sola serie y es persistente, en Gutierrezia se reduce considerablemente. 

## Distribución
El hábitat de las plantas de esta subtribu se encuentra sobre todo en las zonas templadas del  hemisferio norte. Las especies de este grupo se distribuyen principalmente en América del Norte (una sola especie es de Eurasia: Solidago ).

## Géneros
La subtribu comprende 25 géneros con unas 180 especies.
| Géneros                                      | N. especies                                                            | Distribución             |
| -------------------------------------------- | ---------------------------------------------------------------------- | ------------------------ |
| Acamptopappus (A. Gray) A. Gray, 1873        | 2 spp.                                                                 | USA                      |
| Amphiachyris (DC.) Nutt., 1840               | 2 spp.                                                                 | USA                      |
| Amphipappus Torr. & A. Gray ex A. Gray, 1845 | 1 sp. Amphipappus fremontii Torr. & A. Gray ex A. Gray                 | USA                      |
| Bigelowia DC., 1836                          | 2 spp.                                                                 | USA                      |
| Chihuahuana Urbatsch & R.P. Roberts, 2004    | 1 sp. Chihuahuana purpusii (Brandegee) Urbatsch & R.P. Roberts         | México                   |
| Chrysoma Nutt., 1834                         | 1 sp. Chrysoma pauciflosculosa (Michx) Greene                          | USA                      |
| Chrysothamnus Nutt., 1840                    | ca. 13 spp.                                                            | USA, Canadá y México     |
| Columbiadoria G.L. Nesom, 1991               | 1 sp. Columbiadoria hallii (A. Gray) G.L. Nesom                        | USA                      |
| Eastwoodia Brandegee, 1894                   | 1 sp. Eastwoodia elegans Brandegee                                     | California               |
| Euthamia Nutt. ex Cass., 1825                | 8 spp.                                                                 | USA, Canadá y California |
| Gundlachia A. Gray, 1880                     | 6 spp.                                                                 | USA, Antillas y México   |
| Gutierrezia Lag., 1816                       | 16 spp.                                                                | USA, México y Sudamérica |
| Gymnosperma Less., 1832                      | 1 sp. Gymnosperma glutinosa (Spreng.) Less.                            | USA y Guatemala          |
| Hesperodoria Greene, 1906                    | 2 spp.                                                                 | USA                      |
| Medranoa Urbatsch & R.P. Roberts, 2004       | 1 sp. Medranoa parrasana (S.F. Blake) Urbatsch & R.P. Roberts          | México                   |
| Neonesomia Urbatsch & R.P. Roberts, 2004     | 2 spp.                                                                 | USA y México             |
| Oligoneuron Small, 1903                      | 6 spp.                                                                 | Norteamérica             |
| Oreochrysum Rydb., 1906                      | 1 sp. Oreochrysum parryi (A. Gray) Rydb.                               | USA y México             |
| Petradoria Greene, 1895                      | 1 sp. Petradoria pumila (Nutt.) Greene                                 | USA                      |
| Sericocarpus Nees, 1833                      | 5 spp.                                                                 | USA                      |
| Solidago L., 1753                            | ca. 100 spp.                                                           | Eurasia e América        |
| Stenotus Nutt., 1840                         | ca. 6-7 spp.                                                           | USA, Canadá y México     |
| Thurovia Rose, 1895                          | 1 sp. Thurovia triflora Rose                                           | Texas                    |
| Vanclevea Greene, 1899                       | 1 sp. Vanclevea stylosa (Eastw.) Greene                                | USA                      |
| Xylovirgata Urbatsch & R.P. Roberts, 2004    | 1 sp. Xylovirgata pseudobaccharis (S.F. Blake) Urbatsch & R.P. Roberts | México                   |

## Algunas especies

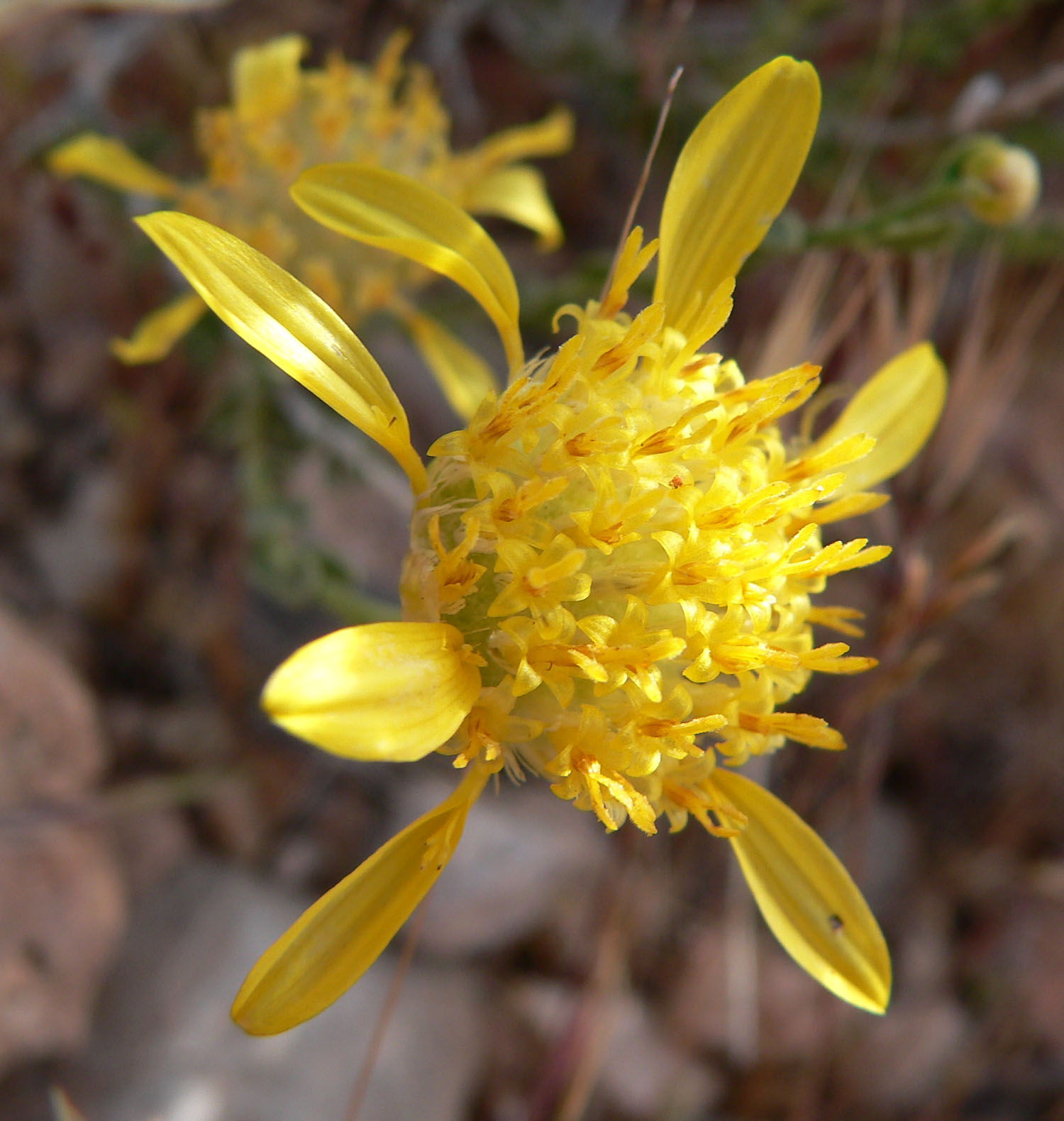
Acamptopappus shockleyi
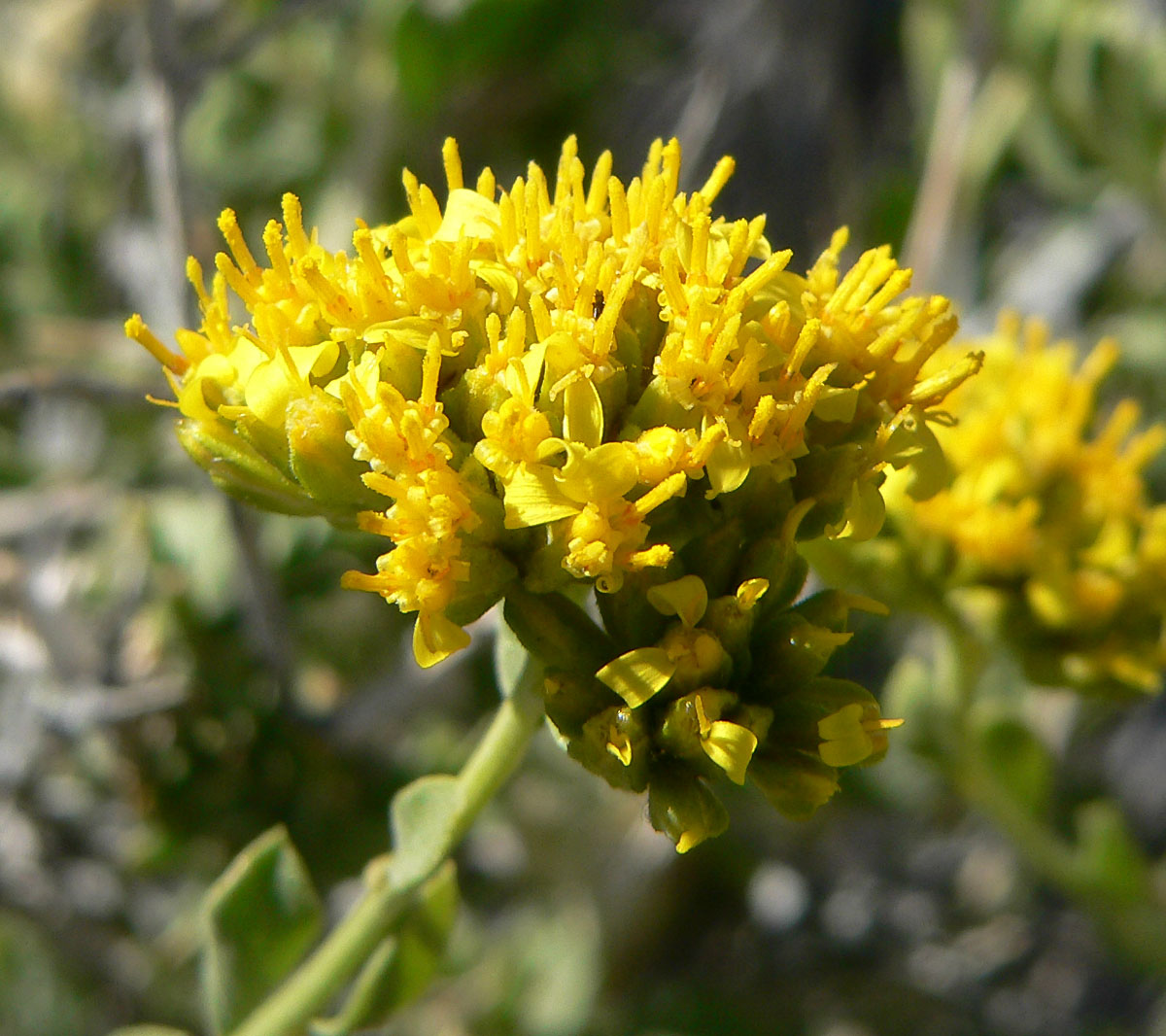
Amphipappus fremontii
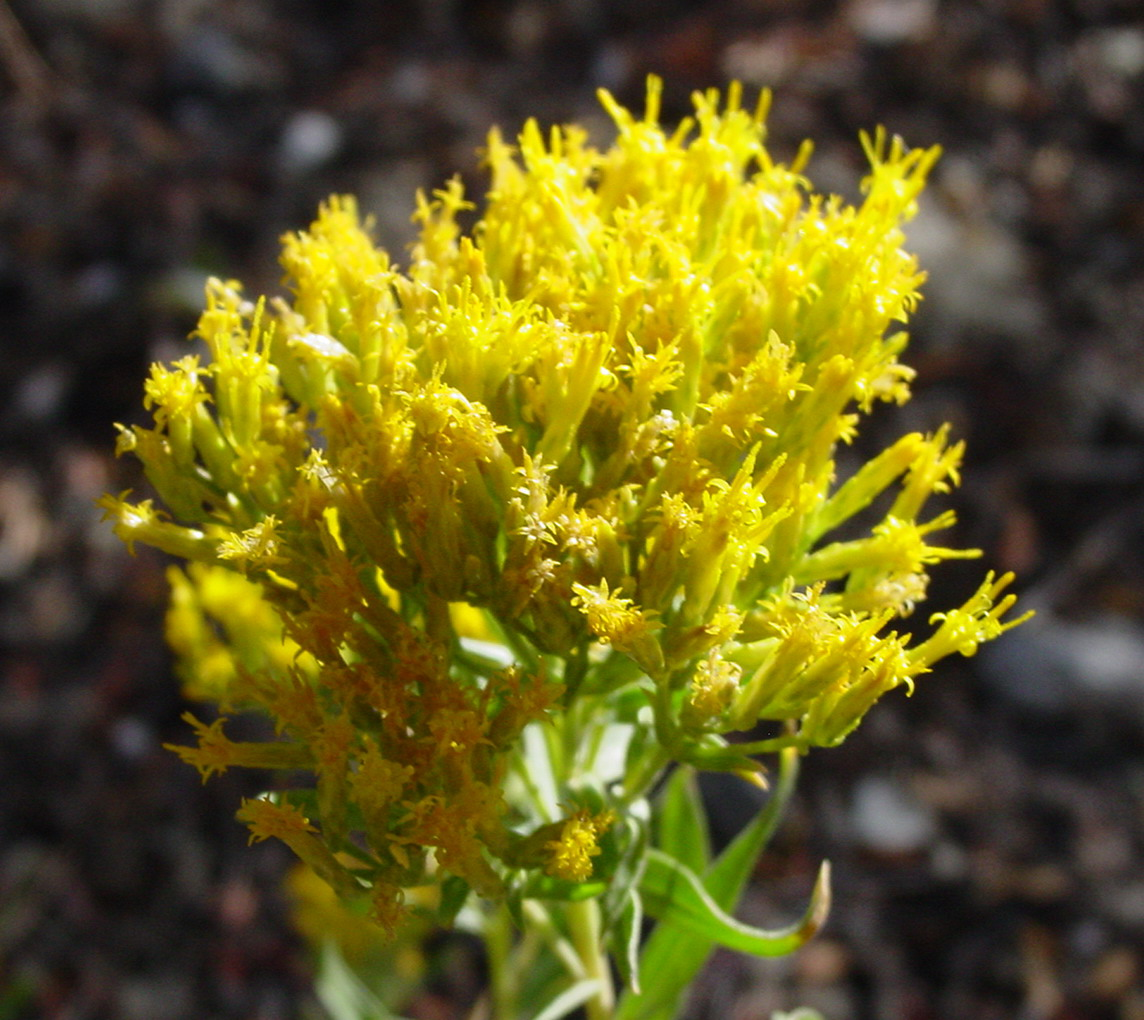
Chrysothamnus vicidiflorus
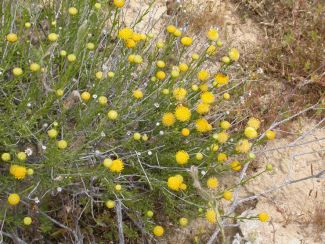
Eastwoodia elegans
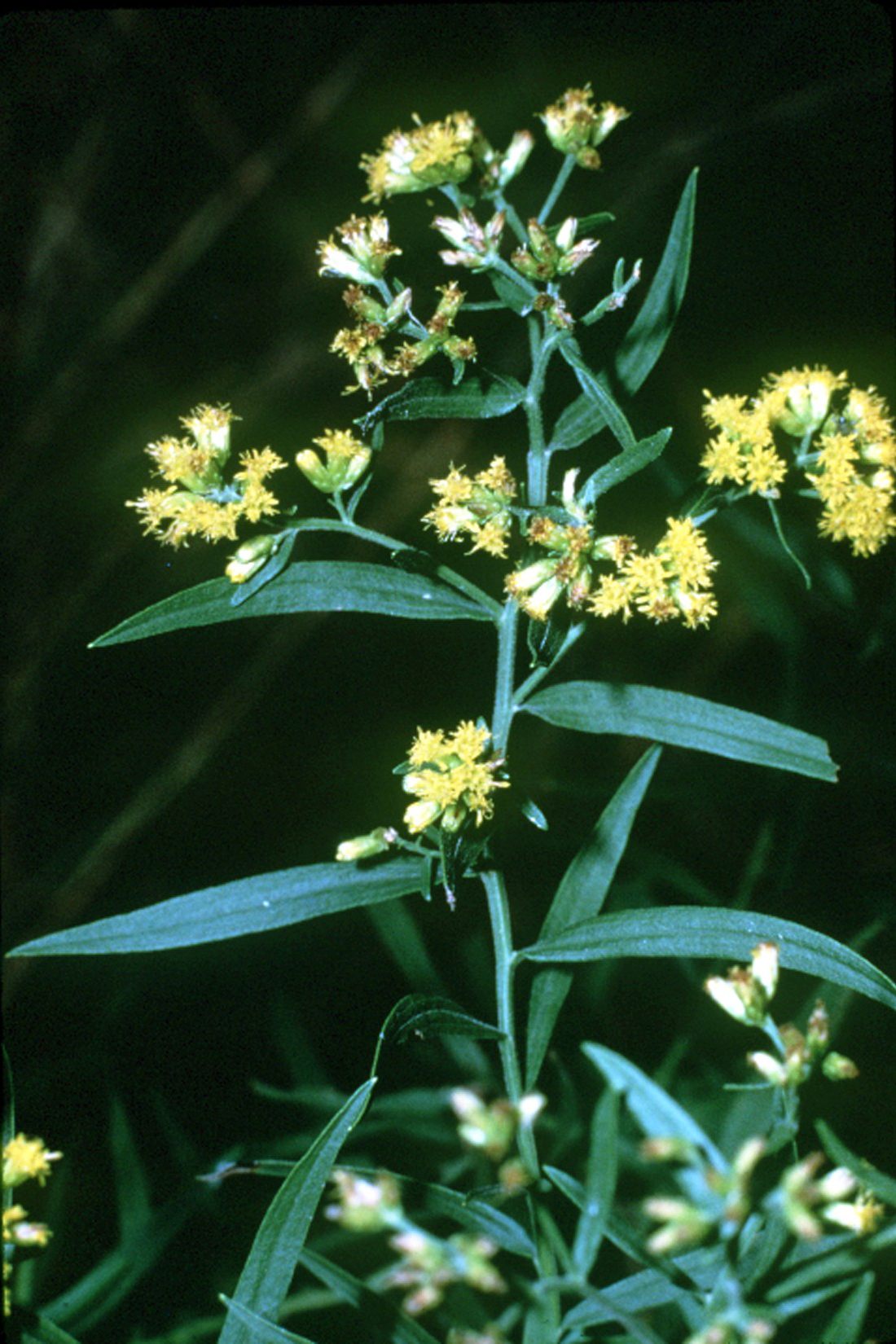
Euthamia graminifolia
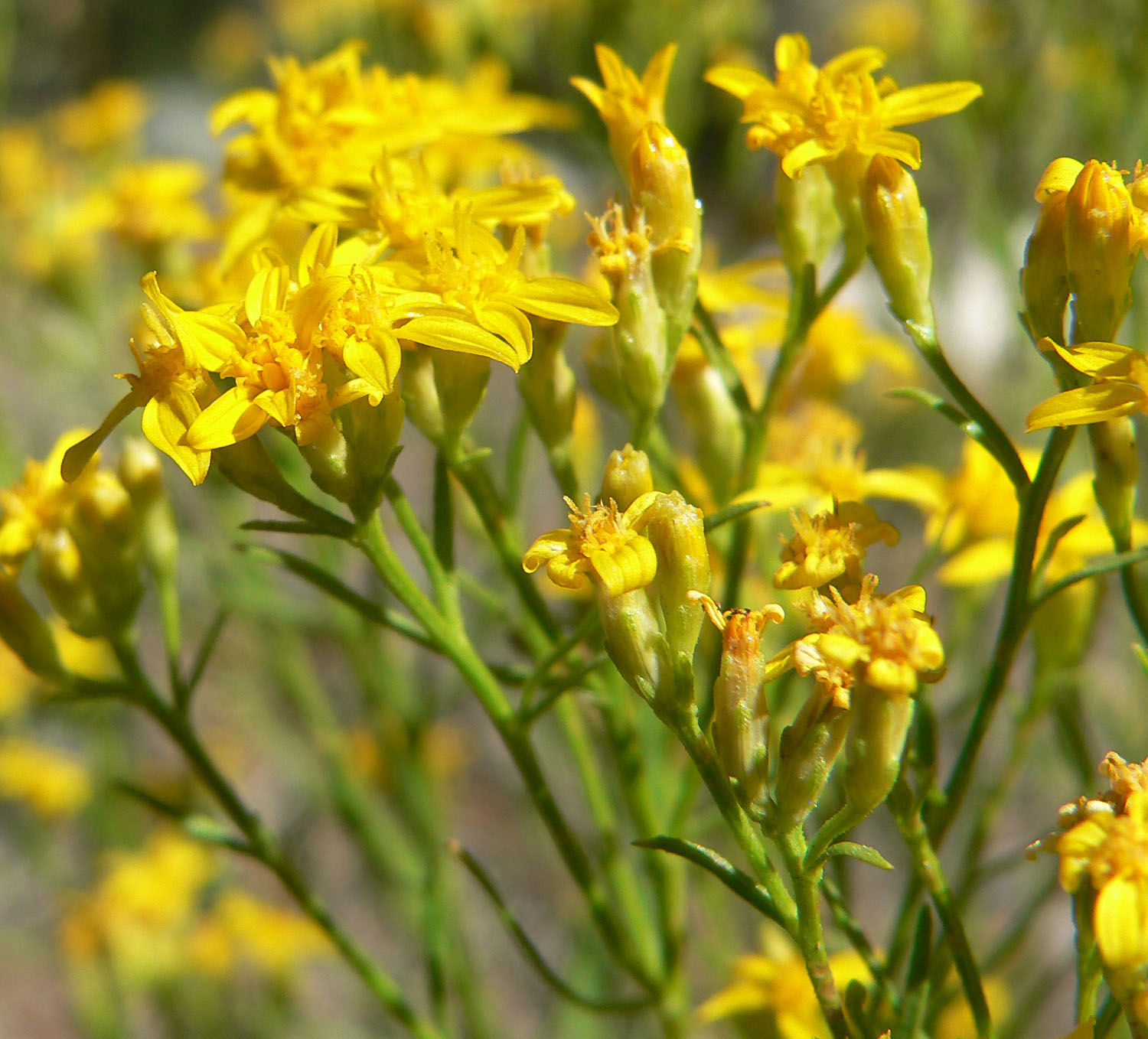
Gutierrezia sarothrae
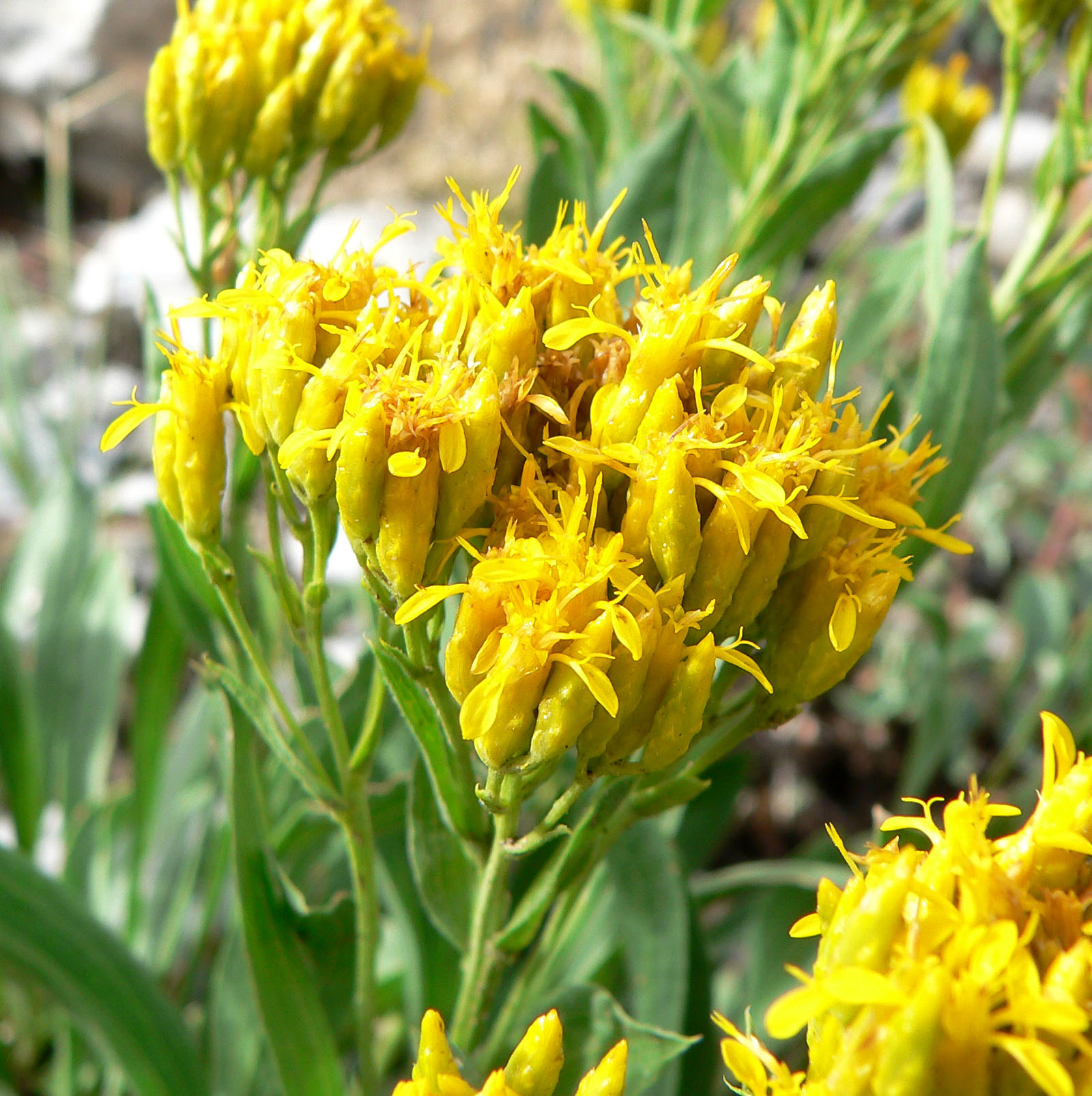
Petradoria pumila
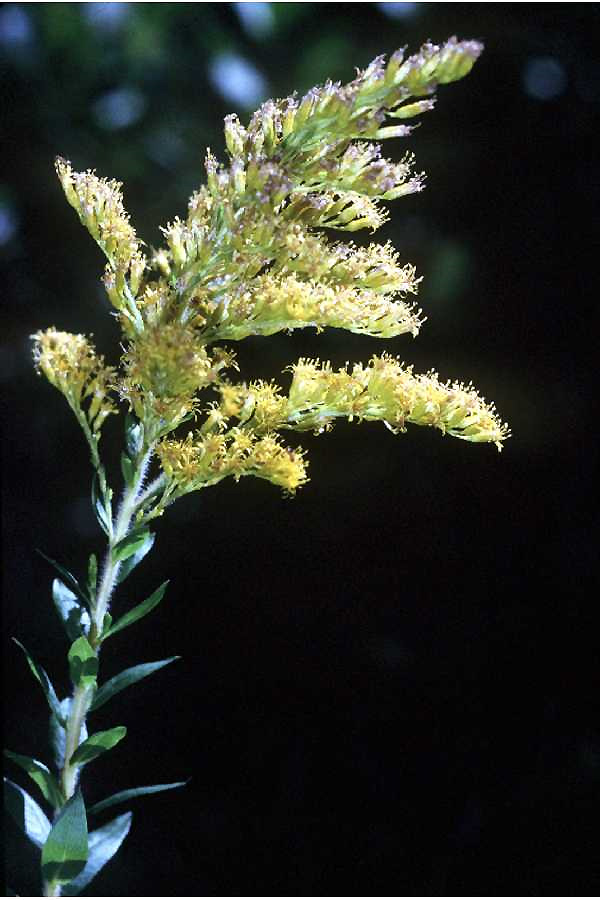
Solidago fistulosa
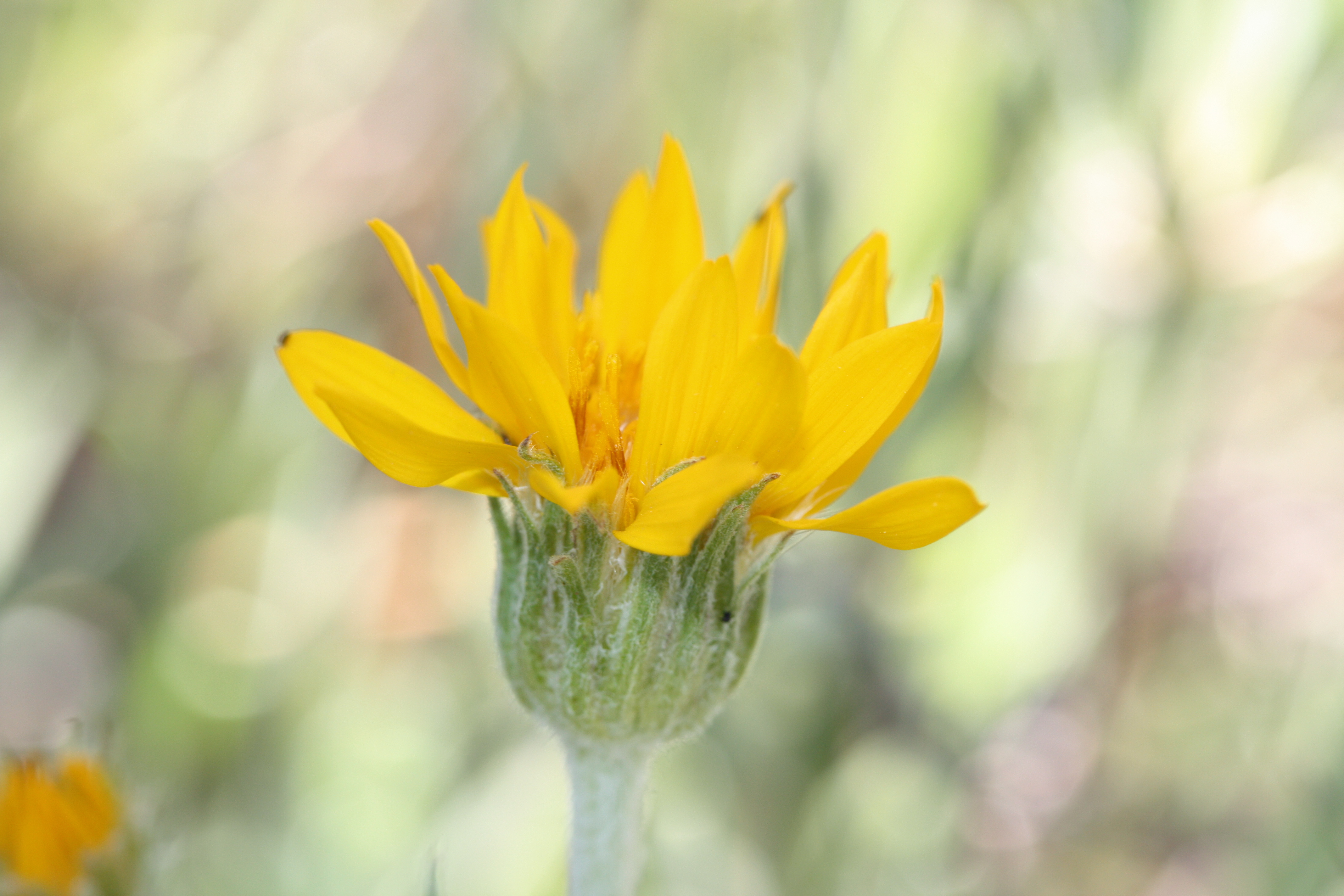
Stenotus lanuginosus